# 亘理公園
亘理公園（わたりこうえん）は宮城県亘理郡亘理町逢隈の国道6号線の西側沿いにある公園。

## 概要
常磐線、亘理駅の北西、周囲より小高いところにあり、野球場とテニスコート（4面）が、有料で利用できるほか、園の小高いところにアスレチックの遊具や、カーブのあるローラー滑り台があり、子供連れでの来園にも備えている。種々の花の植栽が多く、時期によって異なった花々の開花を楽しめ、入園は自由である。

## 施設・設備
- 野球場

両翼90.3m、中堅103m、内野-土、外野-天然芝、照明設備あり
- テニスコート-4面
- 修景池
- 子ども広場
- 自然の森
- 花園（桜、アヤメ、菜の花、ドウダンツツジ、パンジー、バラ、シャクヤク、アジサイ、マリーゴールドなど）
- アスレチック遊具
- ローラースライダー
- パーゴラ
- ちびっこ広場
- 芝生広場
- 植栽
- 散策路
- 駐車場　20台
- トイレ、障害者用トイレ

## 所在地
- 〒989-2371 宮城県亘理郡亘理町逢隈鹿島寺前南76番地

## アクセス
- JR東日本常磐線亘理駅から徒歩で25分
- 仙台東部道路亘理ICから車で10分
  - 駐車場あり 普通車20台 有料(最初の1時間無料、以後30分ごとに150円、最大料金設定なし)

## 周辺の見所
- 三十三間堂官衙遺跡
- 荒浜にぎわい回廊商店街
- 鳥の海
- 荒浜海水浴場
- 鹿島神社
- 鹿島天足和気神社